# Rudolf, a rénszarvas (film, 1964)
A Rudolf, a rénszarvas (eredeti cím: Rudolph the Red-Nosed Reindeer) 1964-ben bemutatott stop-motion technikával készült amerikai bábfilm, amely Robert May története alapján. z animációs játékfilm rendezője Larry Roemer, producerei Jules Bass és Arthur Rankin. A forgatókönyvet Robert May és Romeo Muller írta, a zenéjét Johnny Marks szerezte. A tévéfilm a Rankin/Bass Productions és a Videocraft International gyártásában készült, az NBC forgalmazásában készült. Műfaja fantasyfilm vígjáték, kalandfilm és musicalfilm. Amerikában 1964. november 6-án az NBC-en, Magyarországon 1994. december 13-án az HBO-n vetítették le a televízióban.

## Szereplők
| Szereplő                      | Eredeti hang        | Magyar hang     |
| ----------------------------- | ------------------- | --------------- |
| Sam, a hóember                | Burl Ives           | Papp János      |
| Rudolf                        | Billie Mae Richards | Molnár Levente  |
| Hermey                        | Paul Soles          | Bardóczy Attila |
| Yukon Cornelius               | Larry D. Mann       | Csuja Imre      |
| Mikulás                       | Stan Francis        | Makay Sándor    |
| A király                      | Stan Francis        | N/A             |
| Mikulásné                     | Peg Dixon           | Czigány Judit   |
| Rudolf anyja                  | Peg Dixon           | Csere Ágnes     |
| Clarice                       | Janis Orenstein     | Molnár Ilona    |
| Dörgő, Rudolf apja            | Paul Kligman        | Salinger Gábor  |
| Csillag, a tanár              | Paul Kligman        | Horányi László  |
| A törpék főnöke               | Carl Banas          | Várkonyi András |
| Pöttyös elefánt               | Carl Banas          | N/A             |
| Vízipisztoly lekvárral töltve | Carl Banas          | N/A             |
| Tűzgolyó                      | Alfie Scopp         | Murányi Tünde   |
| Paprika Karcsi                | Alfie Scopp         | Rosta Sándor    |
| Baba                          | Corinne Conley      | N/A             |

## Betétdalok
- Jingle, Jingle, Jingle
- We Are Santa's Elves
- There's Always Tomorrow
- We're a Couple of Misfits (az eredeti verzióból és a jelenlegi verzióból)
- Fame and Fortune (az 1965-ös verzióból és a magyar szinkronizálásból)
- Silver and Gold
- The Most Wonderful Day of the Year
- A Holly Jolly Christmas
- Rudolph the Red-Nosed Reindeer